# ام بیهولد
ام بیهولد (به انگلیسی: Em Beihold) با نام کامل امیلی بیهولد (زاده ۲۱ ژانویهٔ ۱۹۹۹) خواننده، ترانه‌سرا آمریکایی است.
مادر او ایرانی است.